# Manzanillo (Spagna)
Manzanillo è un comune spagnolo  situato nella comunità autonoma di Castiglia e León.